# Hermann Busse (Künstler)
Hermann Busse (* 25. Februar 1883 in Lütkendorf; † 8. Januar 1970 in Heilbronn) war ein deutscher Maler.

## Leben
Busse wurde als viertes und letztes Kind des Zimmermanns Wilhelm Busse und dessen Gattin Wilhelmine geb. Thurmann geboren. Er besuchte die Volksschule in Lütkendorf und durchlief anschließend eine siebenjährige Malerlehre in Putlitz, während der er sich auf dekorative Wandmalerei spezialisierte. Nach dem Ende der Lehre begab er sich 1906/07 zumeist zu Fuß auf eine zweijährige Bildungsreise durch Deutschland, die Schweiz, Österreich und Italien. Von 1907 bis 1912 lebte er abwechselnd in Berlin, wo er sich eine eigene künstlerische Existenz aufzubauen suchte, und in Lütkendorf, wo er die betagten Eltern unterstützte. Außer im Berliner Maleratelier E. Delorette arbeitete er in Berlin auch als freischaffender Künstler. Für drei seiner Gemälde erhielt er 1911 auf der Perleberger Jubiläums-Gewerbausstellung die Silberne Medaille.
Mit Förderung durch den Ritterschaftsdirektor von Freier erlangte er eine Subvention des Provinzialausschusses Brandenburg in Höhe von 1000 Goldmark, wodurch er sich 1914 an der Hochschule für die bildenden Künste Berlin einschreiben konnte. Seine akademische Ausbildung wurde von 1915 bis 1919 durch seine Einberufung als Ersatz-Reservist zur Marine unterbrochen. 1919 nahm er sein Studium bei Professor Arthur Krapf wieder auf, 1920 war er Meisterschüler von Professor Olof Jernberg. Studienreisen führten ihn 1919 nach Thüringen und 1920 nach Württemberg, wo er in Jagstfeld seine spätere Frau Leni Kieser, die Tochter des Gastwirts im Jagstfelder Gasthof Schöne Aussicht, kennenlernte. Künftig verbrachte er die Sommer in Jagstfeld und die Wintermonate in Berlin.
Er nahm an der Großen Berliner Kunstausstellung der Jahre 1921, 1922 und 1924 teil, bevor er 1924 infolge der Wirtschaftskrise zu seiner Frau nach Jagstfeld zog. In den Jahren 1925, 1926 und 1928 beteiligte er sich an Ausstellungen im Münchner Glaspalast, 1930 eröffnete er eigene Ausstellungsräume in Jagstfeld. In den 1930er Jahren gab es mehrere Gruppen- und Einzelausstellungen mit seinen Werken. Er wurde Mitglied des Heilbronner Künstlerbundes und malte gemeinsam mit Wilhelm Schäffer. Nach 1933 gehörte Busse außerdem dem Gemeinderat der neugebildeten Gemeinde Bad Friedrichshall an und war zeitweilig einer der Stellvertreter des 1943 ermordeten Bürgermeisters Wilhelm Auwärter, bevor er zum Kriegsdienst abkommandiert wurde. Durch Kriegseinwirkungen wurden 1944 Teile seiner in Berlin befindlichen frühen Werke, 1945 der Gasthof in Jagstfeld teilweise zerstört. Nach dem Krieg dienten seine wiederhergestellten Atelier- und Ausstellungsräume als Unterkünfte für Flüchtlinge, woraufhin Busse insbesondere in freier Natur zu malen begann.
1953 beteiligte er sich an einer Gruppenausstellung im Württembergischen Kunstverein Stuttgart und Heilbronn. 1955 gründete er den Jagstfelder Kreis, eine lose Künstlervereinigung, dem außer ihm auch seine Tochter Hannelore Bendixen-Busse (Hal Busse) sowie die Maler Hermine Fischer-Meissner, Robert Förch, Emil Hafenmeister, Romanus Korsitzky, Friedrich Knödler und Hans Schreiner angehörten. 1960 musste er seine Räume in dem durch Erbteilung an mehrere Besitzer aufgeteilten Gasthof Schöne Aussicht aufgeben und zog nach Heilbronn. 1963 veranstaltete der Kunstverein Heilbronn eine Busse-Retrospektive zu seinem 80. Geburtstag. Nach einem schweren Ohrenleiden verstarb er am 8. Januar 1970 in Heilbronn. Im Historischen Museum der Stadt Heilbronn fand 1971 eine Gedächtnisausstellung statt, 1980 haben die Städtischen Museen Heilbronn eine erneute Werkschau des Malers gezeigt.

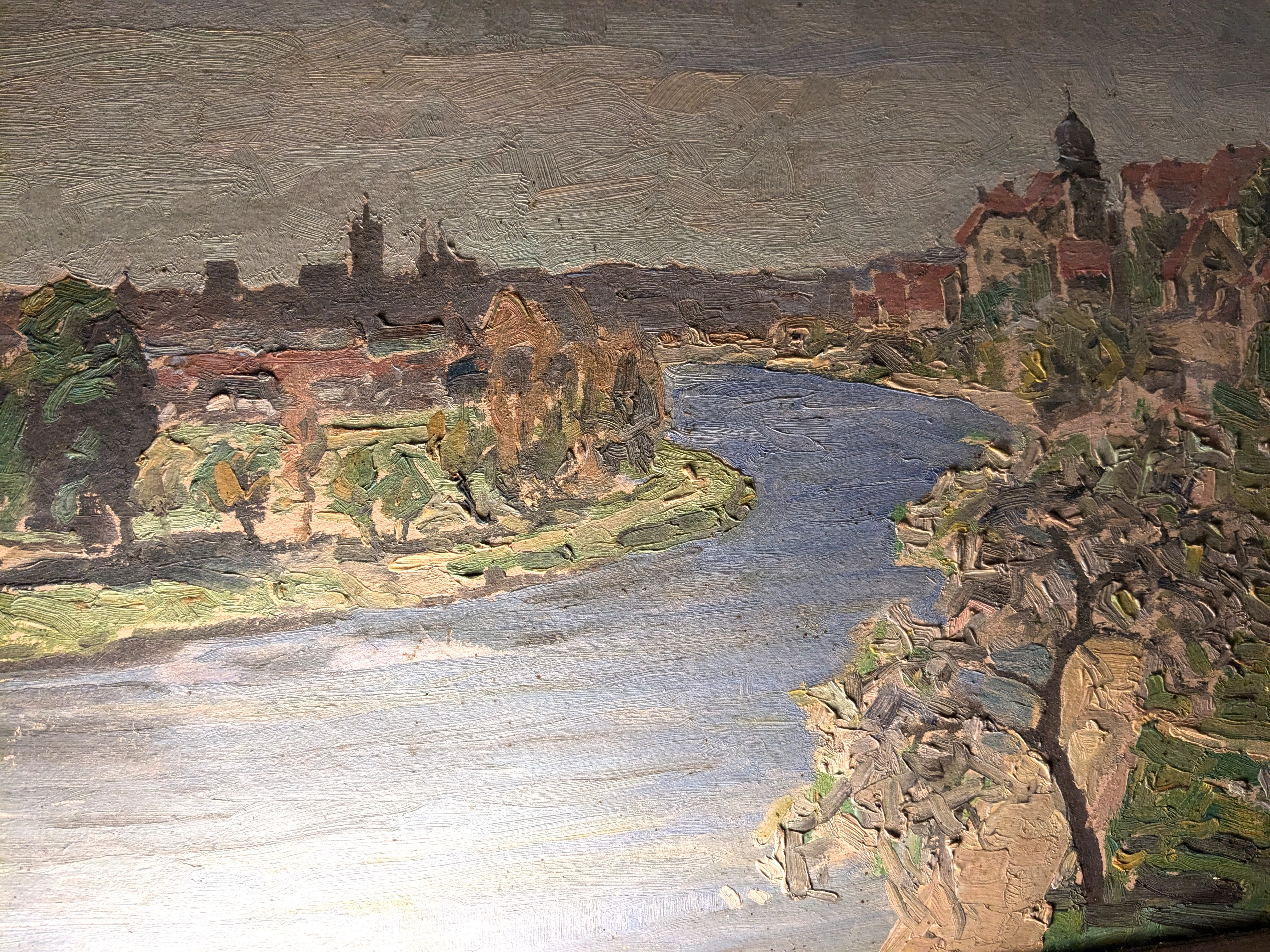
Ölgemälde: Blick von Jagstfeld bei der Saline über den Neckar nach Bad Wimpfen.

## Werk
Das Werk Hermann Busses besteht zum überwiegenden Teil aus Landschaftsbildern. Die Motive hierfür hat er in seinem Lebensumfeld gefunden, bis etwa 1920 größtenteils in Norddeutschland, danach zumeist in der Gegend um Jagstfeld. Bei seinen Werken handelt es sich bis auf wenige Ausnahmen um Ölgemälde, die sich durch temperamentvoll-pastösen Farbauftrag auszeichnen. In seinen späten Jahren hat er neben Landschaftsbildern auch Blumenstillleben gemalt.
Busse war 1942 mit zwei Landschaftsbildern auf der Großen Deutsche Kunstausstellung in München vertreten. Davon erwarb Gauleiter Arthur Greiser für 2000 RM Am Weiher.